# 6447 Terrycole
6447 Terrycole este o planetă minoră (asteroid) din centura de asteroizi. A fost descoperită pe 14 octombrie 1990 la Observatorul Palomar de Eleanor F. Helin. 
Obiectul prezintă o orbită caracterizată de o semiaxă mare de 1,9518224 UAi, o excentricitate de 0,09, o înclinație de 19,77634 ° în raport cu ecliptica.